# Saluda (Carolina del Nord)
Saluda è una città degli Stati Uniti d'America situata nella Carolina del Nord, divisa tra la Contea di Polk e la Contea di Henderson.